# کوریس (آلاباما)
کوریس (به انگلیسی: Currys) یک منطقهٔ مسکونی در ایالات متحده آمریکا است که در آلاباما واقع شده‌است. کوریس ۱۴۵٫۰۹ متر بالاتر از سطح دریا قرار دارد.